# Varga Gyula (orvos)
Varga Gyula, 1916-ig Weisz (Szentendre, 1902. szeptember 4. – Budapest, 1973. november 11.) orvos, fül-orr-gégész, egyetemi tanár, az orvostudományok kandidátusa (1952).

## Élete
Varga (Weisz) Antal (1873–1939) tanító, bőrkereskedő és Fleischmann Hermina (1880–1965) fia. Tanulmányait a pécsi Erzsébet Tudományegyetemen végezte, ahol 1928. december 20-án orvosdoktorrá avatták. 1928 és 1930 között a Szent István Kórház gyakornoka volt. 1930 és 1950 között a Pesti Izraelita Hitközség Szabolcs Utcai Kórházának Fül-orr-gégeosztályán dolgozott, 1945-től mint osztályvezető főorvos. Időközben fül-orr-gégész szakvizsgát tett és hosszabb tanulmányutakon volt a bécsi Neumann-féle Klinikán, illetve Stockholmban, hogy a legújabb fülműtéti eljárásokat vizsgálja. A második világháború után megszervezte a Fül-Orr-Gégészet Szakcsoportot, amelynek főtitkári és elnöki feladatait is ellátta. 1950–1951-ben a Kútvölgyi úti Állami Kórház főorvosa volt. 1951-ben kinevezték a Budapesti Orvostudományi Egyetem Fül-orr-gége Klinikájának igazgatójává. 1966-ban súlyos betegsége miatt nyugdíjba vonult. A Fül-Orr-Gégegyógyászat című folyóirat főszerkesztőjeként dolgozott és tagja volt az Acta Chirurgica szerkesztő bizottságának is. Nevéhez köthető a hallásjavító műtétek magyarországi meghonosítása. Tudományos érdeklődésének területe elsősorban a fülészet volt. Ezen belül a nagyothallás megelőzése és gyógyítása, a zajártalom kutatása és a Meniére-betegség kérdései. Több alkalommal volt külföldön kongresszusi előadó és kétszer a Magyar Fül- Orr-Gége Nagygyűlés referense. Tagja volt az MTA sebészeti szakmákkal foglalkozó bizottságának, a II. sz. Klinikai Bizottságnak, a Korányi Sándor Társaságnak és elnöke a Magyar Nemzeti Otosclerosis Kollégiumnak.
Felesége Adler Margit (1908–1992) volt.
A Kozma utcai izraelita temetőben nyugszik (5B-7-17).

## Főbb művei
- Fül-, orr- és gégebetegségek. Ford. (Budapest, 1951)
- Fül-orr-gégegyógyászat (Budapest, 1960)
- A fül, az orr és a gége kór- és gyógytana (Budapest, 1965)
- Szemelvények a magyar fül-orr-gégészet történetéből (Fül-Orr-Gégegyógyászat, 1973. 19. sz.)

## Díjai, elismerései
- Kiváló orvos (1952)
- Munka Érdemrend arany fokozata (1966)